# Franciszek Mączyński
Franciszek Mączyński (sinh ngày 21 tháng 9 năm 1874 tại Wadowice – mất ngày 28 tháng 6 năm 1947 tại Kraków) là một kiến trúc sư theo trường phái Tân nghệ thuật người Ba Lan. Tính đến năm 1910, các công trình thiết kế nổi bật của ông bao gồm một số nhà thờ lớn, viện văn hóa và viện công vụ ở giai đoạn chuyển đổi thế kỷ. Những công trình này được thiết kế theo phong cách Ly khai chịu ảnh hưởng của Ba Lan. Năm 1936, ông được Viện Hàn lâm Văn học Ba Lan trao tặng Vòng nguyệt quế vàng.

## Sự nghiệp
Mączyński sinh tại Wadowice, miền nam Ba Lan. Ông là học trò của kiến trúc sư Slawomir Odrzywolski. Năm 1900, ông giành chiến thắng với thiết kế một biệt thự theo phong cách dân tộc Zakopane trong một cuộc thi kiến trúc quốc tế do tạp chí Moniteur des Architectes đặt tại Paris tổ chức.
Dù đã thành công ở vị trí một kiến trúc sư, Mączyński vẫn tiếp tục theo học tại Học viện Mỹ thuật Kraków từ năm 1902 đến năm 1904, làm học trò của Konstanty Laszczka. Ông cũng hoàn thành chương trình học ở Vienna và Paris. Công việc của Mączyński tập trung chủ yếu ở Kraków.

## Thiết kế
Các tác phẩm của Mączyński bao gồm (ở Kraków trừ phi có ghi chú khác):
- Dinh Mỹ thuật (Pałac Sztuki hoặc Tòa nhà của Hội những người bạn Mỹ thuật), Quảng trường Szczepański, 1898–1901
- "Nhà dưới địa cầu" cho Phòng thương mại Kraków,[2] với Tadeusz Stryjeński, 1904–06
- Phòng hòa nhạc của Hiệp hội Âm nhạc (1903–1906), nay là Stary Teatr im. Heleny Modrzejewskiej.
- Vương cung thánh đường Thánh Tâm Chúa Giêsu, 1909–21
- Dinh Báo chí, ban đầu là một cửa hàng bách hóa Bazaar Ba Lan SA, với Tadeusz Stryjeński, 1920-1921
- Nhà thờ Kitô Vua, Katowice, cùng kiến trúc sư Zygmunt Gawlik, khởi công năm 1927, hoàn thành năm 1955
- Nhà thờ Đức Mẹ Vô nhiễm Nguyên tội, 1929–32
- Gò của Piłsudski, 1934–37.[2]

## Triển lãm

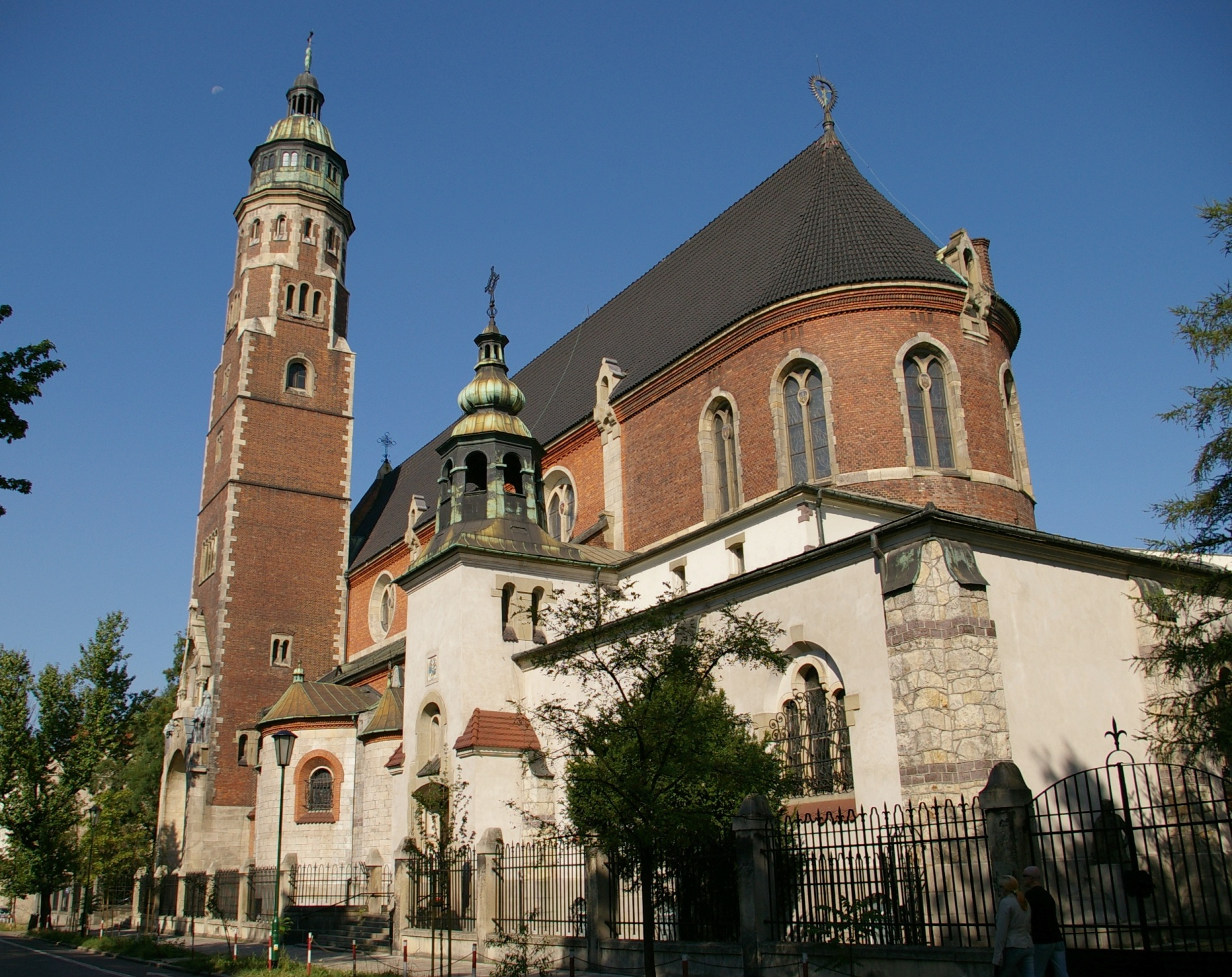
Vương cung thánh đường Thánh Tâm Chúa Giêsu ở Kraków
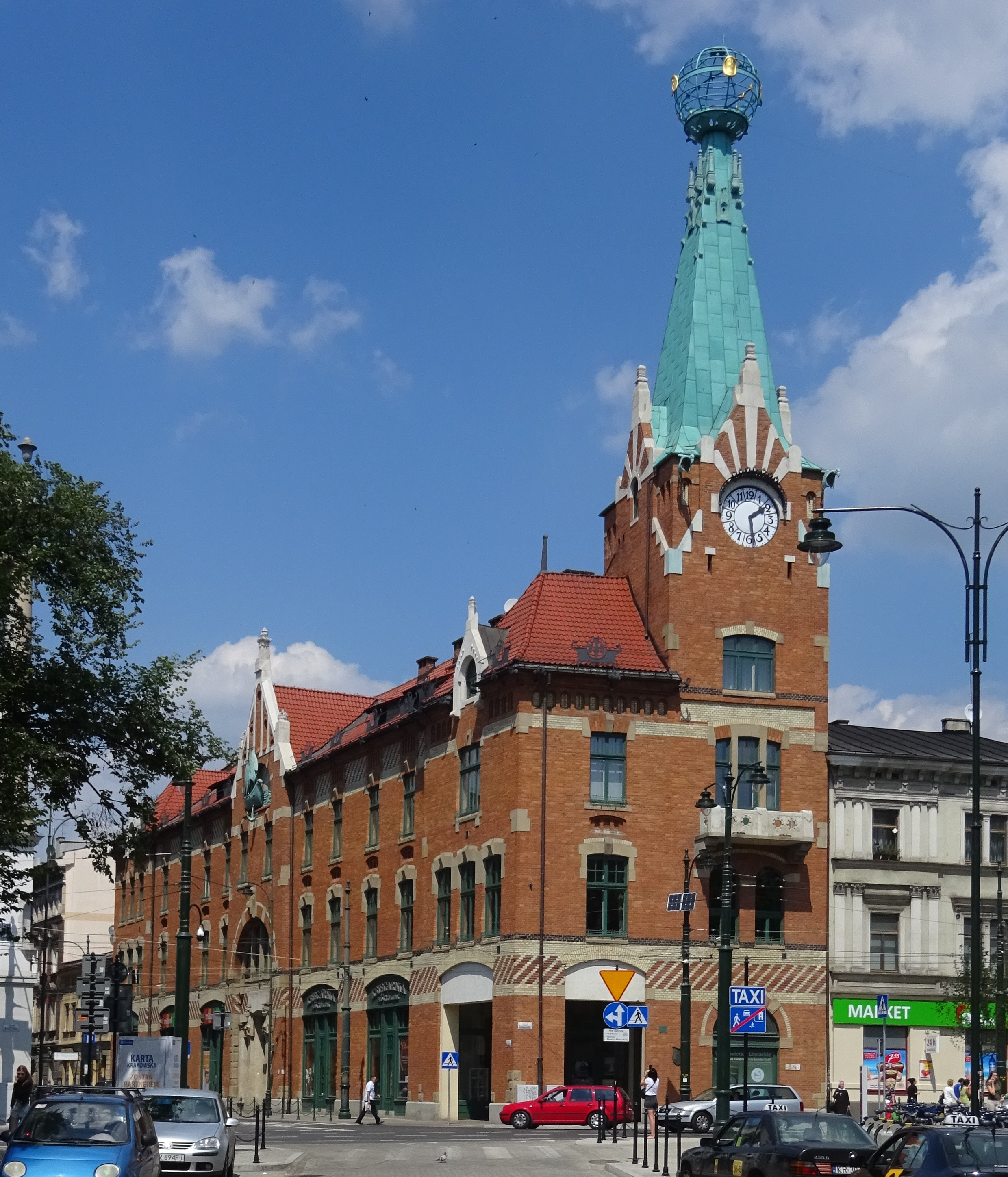
Nhà dưới địa cầu, Kraków
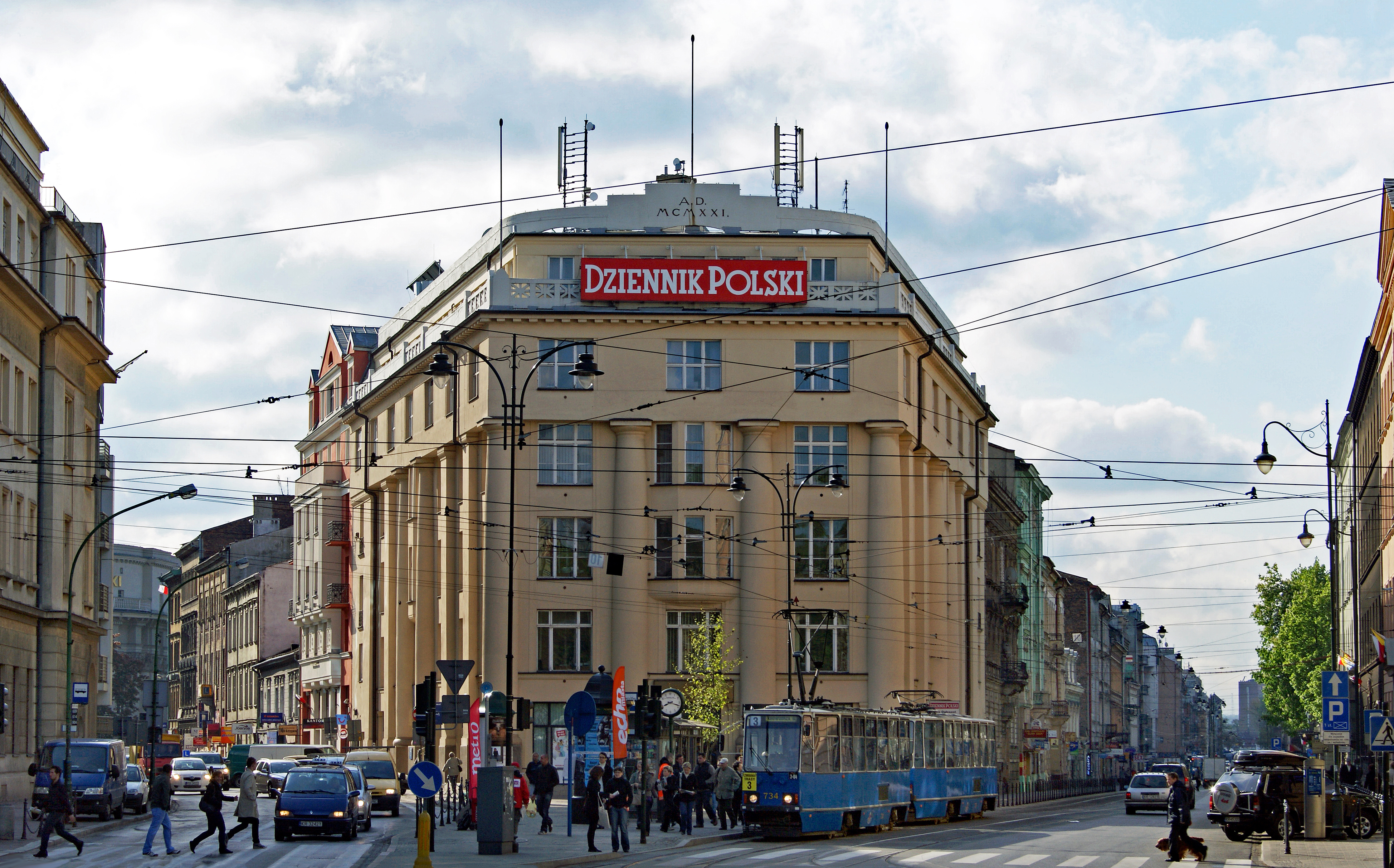
Dinh Báo chí, Kraków
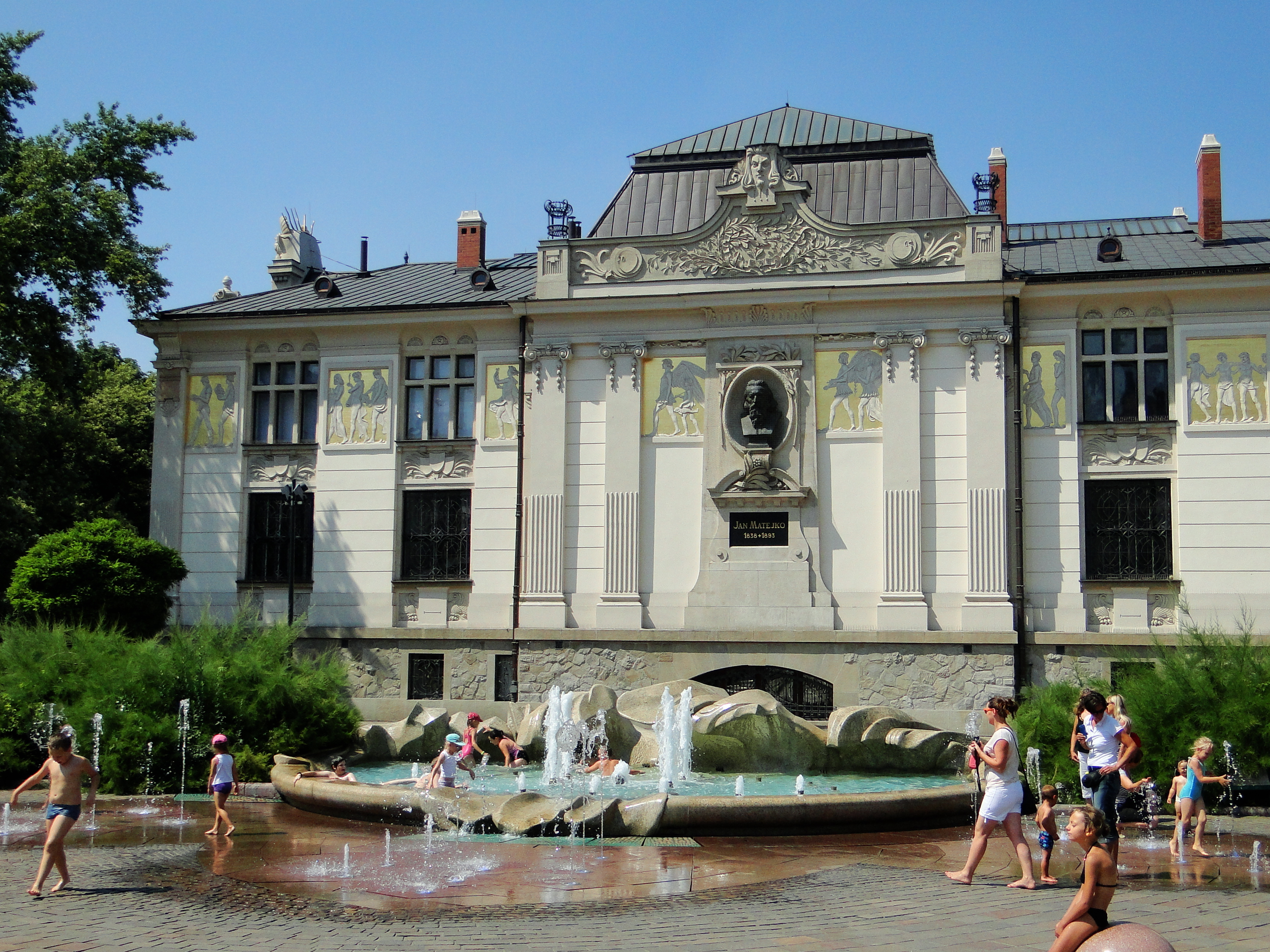
Dinh Mỹ thuật, Kraków
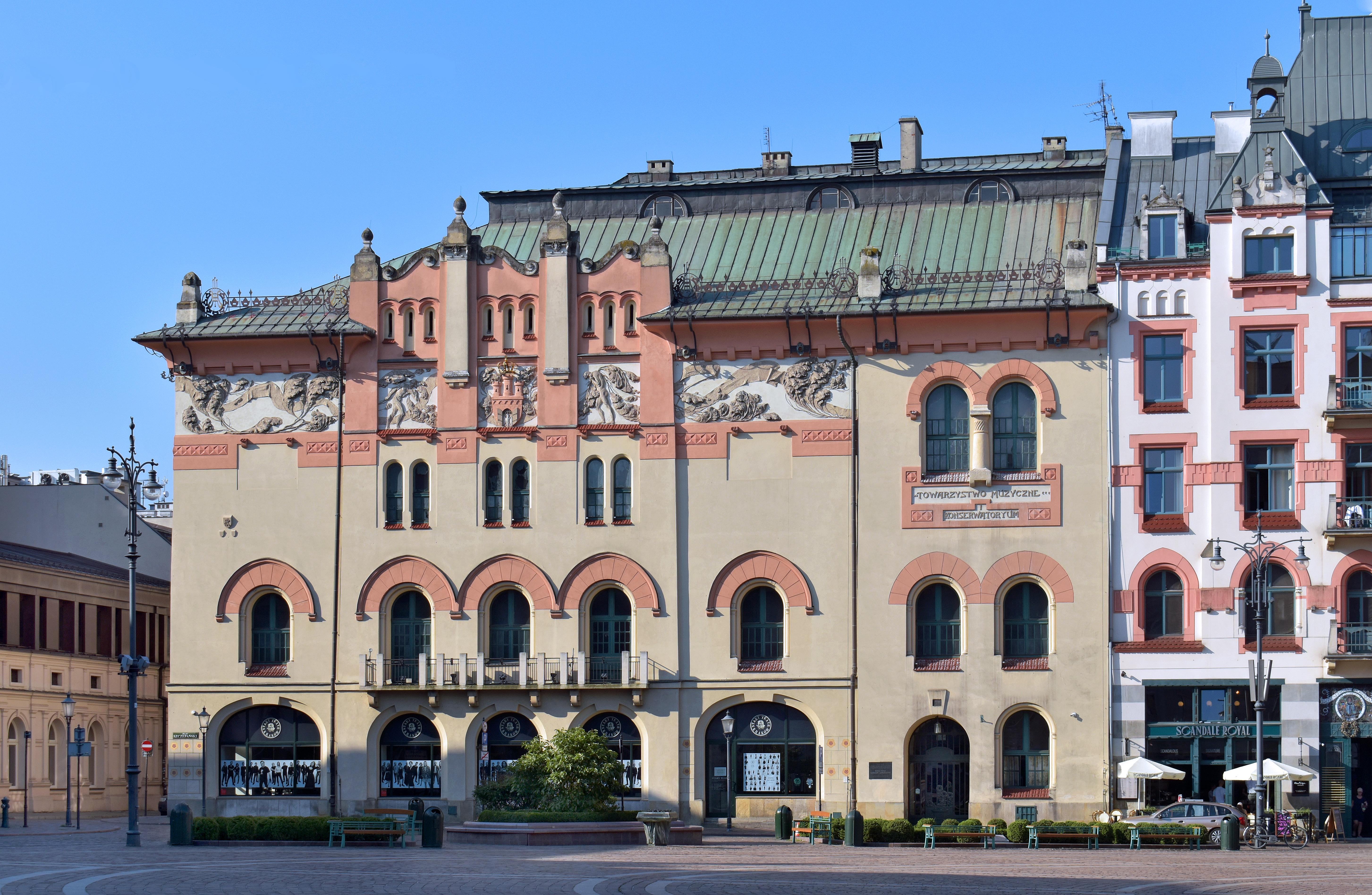
Nhà hát cũ (Teatr Stary), Kraków